# Иньоню (квартал в Багджълар)
„Иньоню“ (на турски: İnönü) е квартал на Истанбул, разположен в околия Багджълар. Общата му площ е 0,50 км2. Според данни на Адресната система за регистриране на населението (ABPRS) към 2023 г. населението на „Иньоню“ е 22 920 жители.